# Henryk Błasiński

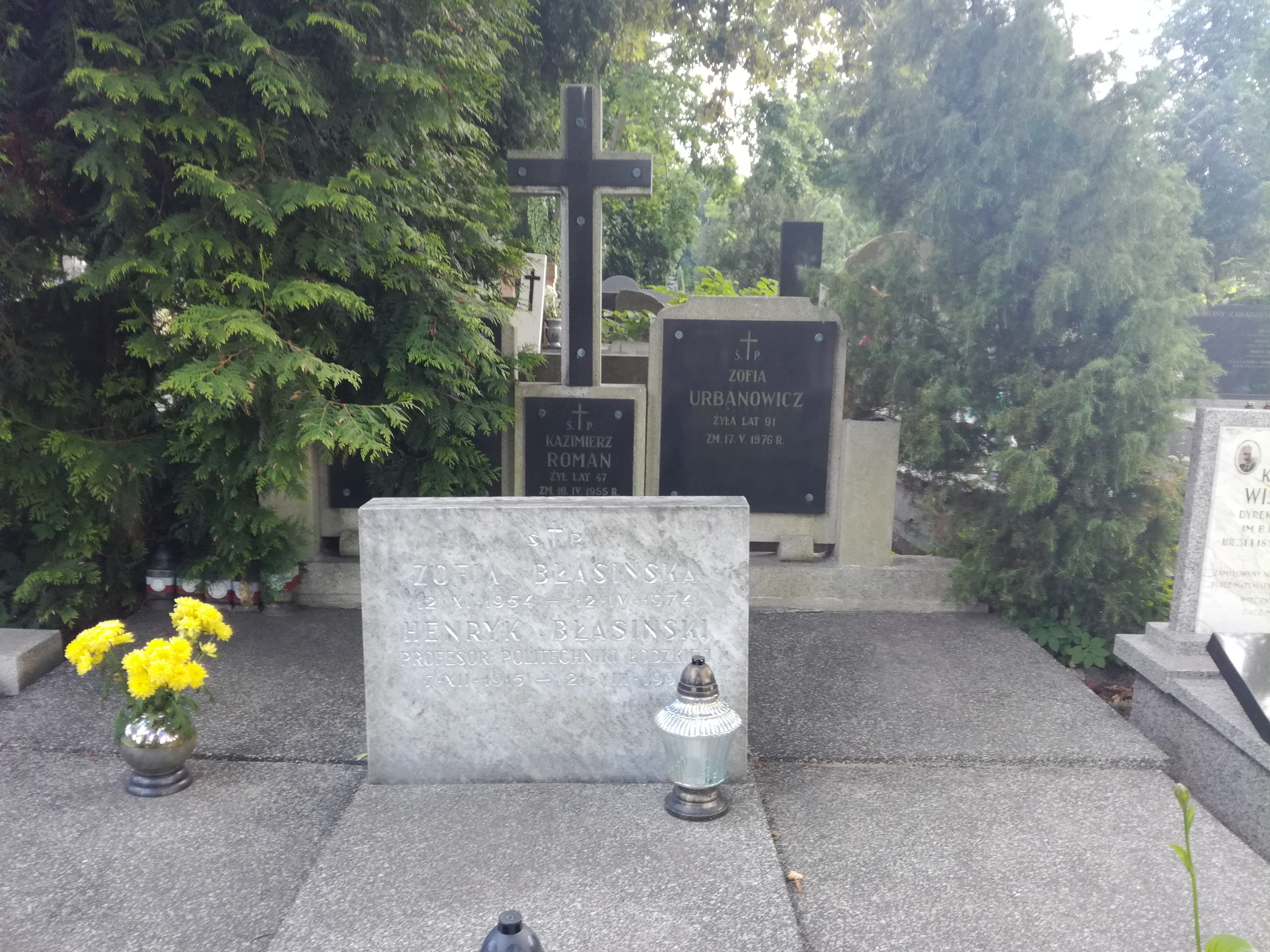
Grób profesora Henryka Błasińskiego na Starym Cmentarzu w Łodzi

Henryk Błasiński (ur. 7 grudnia 1915 w Oględowie, zm. 21 sierpnia 1995) – polski specjalista w dziedzinie inżynierii chemicznej, profesor Politechniki Łódzkiej.
Studiował chemię w Politechnice Warszawskiej i Politechnice Łódzkiej, w której w 1946 rozpoczął pracę. W 1959 roku uzyskał stopień naukowy doktora, w 1961 stopnień doktora habilitowanego, w 1968 tytuł profesora nadzwyczajnego, a w 1976 profesora zwyczajnego.
W latach 1956–1970 był kierownikiem Katedry Aparatury Przemysłu Chemicznego na Wydziale Chemicznym PŁ, gdzie w latach 1962-1969 był  prodziekanem, a w latach 1968-1969 pełnił obowiązki dziekana. Był współtwórcą powołanego w 1970 roku Instytutu Inżynierii Chemicznej na prawach wydziału, gdzie w latach 1970-1975 był dziekanem.
Stworzył łódzką szkołę naukową w dziedzinie mieszania. Był współautorem wielu skryptów oraz podręcznika akademickiego na temat aparatury chemicznej. Wypromował 19 doktorów.
W latach 1973–1981 był radnym Rady Narodowej w Łodzi, w 1981 otrzymał nagrodę Miasta Łodzi za całokształt działalności naukowej.
Pochowany na Starym Cmentarzu przy ul. Ogrodowej w Łodzi, w części katolickiej.